# Buchelay
Buchelay je francouzská obec v departmentu Yvelines v regionu Île-de-France. Leží jihozápadně od Mantes-la-Jolie a 60 kilometrů od centra Paříže. Jméno obce je odvozeno ze starofrancouzské podoby slova bosquet - hájek.

## Geografie
Sousední obce: Mantes-la-Jolie, Mantes-la-Ville, Magnanville, Fontenay-Mauvoisin, Jouy-Mauvoisin a Rosny-sur-Seine.

## Památky
- kostel sv. Šebastiána ze 16. století

## Vývoj počtu obyvatel
Počet obyvatel

## Osobnosti obce
- Charles Savalette, finančník

## Doprava
Obec je dostupná po dálnici A13.